# 大阪活力グランプリ
大阪活力グランプリ（おおさかかつりょくグランプリ）は、大阪商工会議所が大阪の地域活性化などに貢献した個人や団体を表彰する賞である。2002年に始まり、毎年選出される。

## 歴代グランプリ・特別賞
| 年度     | グランプリ                 | 特別賞                       | 備考 |
| -------- | -------------------------- | ---------------------------- | ---- |
| 2002年度 | 東大阪人工衛星プロジェクト | アンジェスMG 南堀江界隈      |      |
| 2003年度 | なんばパークス             | 阪神タイガース               |      |
| 2004年度 | Team OSAKA                 | －                           |      |
| 2005年度 | そごう                     | ガンバ大阪                   |      |
| 2006年度 | 天満天神繁昌亭             | 株式会社グローバルウイングス |      |
| 2007年度 | シャープ                   | 大植英次                     |      |
| 2008年度 | 京阪電気鉄道               | 山本化学工業                 |      |